# Gregory J. Leonard
| Entdeckte Asteroiden: 11 | Entdeckte Asteroiden: 11 |
| ------------------------ | ------------------------ |
| (6333) Helenejacq        | 3. Juni 1992             |
| (6334) Robleonard        | 27. Juni 1992            |
| (7294) Barbaraakey       | 3. Juni 1992             |
| (7422) 1992 LP           | 3. Juni 1992             |
| (8522) 1992 ML           | 25. Juni 1992            |
| (10110) Jameshead        | 3. Juni 1992             |
| (10349) 1992 LN          | 3. Juni 1992             |
| (10798) 1992 LK          | 3. Juni 1992             |
| (14899) 1992 LS          | 3. Juni 1992             |
| (35130) 1992 LQ          | 3. Juni 1992             |
| (43819) 1992 LL          | 3. Juni 1992             |

Gregory J. Leonard (* 1963) ist ein US-amerikanischer Geologe und Asteroidenentdecker.
Er arbeitete ab 1992 als Astrogeologe für die United States Geological Survey. In dieser Zeit entdeckte er 1992 mit Hilfe des Catalina Sky Surveys insgesamt elf Asteroiden. Von 1994 bis 2008 war er bei verschiedenen Unternehmen der Rohstoffwirtschaft in der Exploration von Bodenschätzen tätig. Seit 2008 ist er wissenschaftlicher Mitarbeiter der University of Arizona. Außerdem entdeckte er den Kometen C/2021 A1 (Leonard).
Am 27. November 2023 wurde ein Asteroid nach ihm benannt: (53435) Leonard.